# チョコレート・ウォー
『チョコレート・ウォー』（原題:The Chocolate War）とは、1974年に出版されたロバート・コーミアのヤングアダルト小説、およびそれを原作とした1988年に公開されたキース・ゴードンの映画。架空のカトリック高校を舞台に、校内に巻き起こる権力と生徒達のいじめを描いている。
アメリカ図書館協会によると、1990年から2000年の間では4番目、2000年から2005年の間では2番目に多く、公立図書館や学校図書館からの排除が試みられた本となっている。
1986年に続編『果てしなき反抗 続チョコレート・ウォー』（原題:Beyond the Chocolate War）が出版された。

## 邦訳
- 『チョコレート戦争』坂崎麻子訳  集英社文庫 1987年8月1日、ISBN 978-4-08-611079-2
- 『チョコレート・ウォー』北沢和彦訳 扶桑社ミステリー文庫 1994年4月1日、ISBN 978-4-59-401402-5

## 映画
ロバート・コーミアの小説『チョコレート・ウォー』を原作とした映画。日本公開は1990年2月10日。

### スタッフ
- 監督・脚本：キース・ゴードン
- 製作：ジョナサン・D・クレイン
- 撮影：トム・リッチモンド

### キャスト
- ジョン・グローヴァー
- イラン・ミッチェル＝スミス
- ウォレス・ランガム
- ブレント・デヴィッド・フレイザー
- アダム・ボールドウィン
- ジェニー・ライト